# Worthy / Lift Me from the Ground
"Worthy / Lift Me From The Ground" (estilizado em caixa baixa) são duas canções de música eletrônica do produtor musical neerlandês San Holo, lançadas através da Bitbird, sua própria gravadora, em 2 de agosto de 2018, como o primeiro e segundo single de seu álbum de estreia, Album1.

## Produção e lançamento
"Worthy" foi uma das primeiras canções que Holo escreveu com Album1 em mente. A letra da música foi inspirada por uma conversa que ele teve com sua ex-namorada. O artista disse que, após um processo longo, ele finalmente havia encontrado uma maneira de incorporar seu estilo de tocar guitarra em suas músicas de eletrônica. "Lift Me From The Ground" começou como uma "pequena melodia", também na guitarra. Ele declarou que, no momento em ele escreveu a melodia, ele sabia que este seria o ponto forte da canção. Holo escreveu sua letra com The Nicholas. Inicialmente, Holo cantaria as vocais, mas ele disse que "não gostou". Então, ele decidiu chamar Sofie Winterson para gravá-las. Ambas as canções foram lançadas como um single duplo em 2 de agosto de 2018. Ele explicou que decidiu lançar ambas as canções juntas pois "elas são verdadeiras companheiras." "Lift Me From The Ground" fez uma aparição no filme da Netflix To All the Boys: P.S. I Still Love You (2020).

## Listagem de faixas
Single duplo — Download digital
1. Worthy — 4:59
2. Lift Me From The Ground (com part. de Sofie Winterson) — 4:20

## Posições nas tabelas musicais
| Tabela (2018)                                     | Melhor posição |
| ------------------------------------------------- | -------------- |
| Estados Unidos (Billboard Dance/Electronic Songs) | —              |

1. ↑  Separadamente, "Lift Me From The Ground" atingiu a posição 39 na tabela citada.[12]